# Allen & Overy
Allen & Overy este o companie de avocatură din Marea Britanie.
Este o companie de consultanță juridică internațională cu aproximativ 5.500 de angajați, incluzând cei 500 de avocați-parteneri, care activează în 29 de birouri în toată lumea.
Primul biroul al companiei a fost deschis în 1930 la Londra de George Allen și Thomas Overy.
Allen & Overy operează în zona Europa Centrală și de Est din 1991, când și-a deschis primul birou în Varșovia.
De la acel moment și-a extins operațiunile pe piețe precum Praga, Budapesta, Bratislava și Moscova.
Cifra de afaceri în 2007: 887,1 milioane lire sterline